# Port lotniczy Elorza
Aeropuerto de Elorza – port lotniczy zlokalizowany w mieście Elorza w Wenezueli.